# عضو مجلس (بریتانیا)
در بریتانیا، عضو مجلس، (به انگلیسی: Member of Parliament، که مخفف ام‌پی -MP- را دارد) فردی است که برای عضویت در مجلس عوام انتخاب شده‌است.